# 印鑑条例
印鑑条例（いんかんじょうれい）とは地方自治体の条例。

## 概要
市区町村の住民基本台帳に記録されている個人に係る印鑑について、登録と証明の制度を定めている。登録資格、登録手続、登録印鑑、印鑑票、印鑑登録証明等の事項について規定されている。
印鑑登録証明事務について一般的に定めた国の法律は無く、明治以来現在まで慣例的に基礎自治体である市区町村が処理しており、殆どの市区町村で印鑑条例として制定されている。
1970年頃に印鑑登録証明事務について各市区町村の印鑑登録証明事務の規定内容がまちまちで関係住民の利便を妨げていたり、印鑑登録証明において多くの市区町村で職員自身が照合する直接証明方式をとっていたが、誤りがあった場合は市区町村が国家賠償法に基づく損害賠償を請求される可能性が指摘されていた。そこで1974年2月1日に自治省行政局振興課長が各都道府県総務部長に宛てた通知で、今後の市区町村の印鑑登録証明事務制度は印鑑登録証明事務処理要領に準拠することが適当であるとされた。これにより、市区町村で印鑑登録事務処理要領になるべく沿うように印鑑条例が改正され、市区町村間の制度の差が大きいというトラブルは殆ど無くなった。また、印鑑登録証明において直接証明方式ではなく証明を申請する者に対して市区町村の職員登録を受けていた印鑑のコピーを発行されて利用者自身が責任を持って実印との照合を行う間接証明方式が採用されるようになった。
また、トランスジェンダーに配慮して、印鑑条例を改正して印鑑登録申請書や証明書交付申請書から性別記載を削除した基礎自治体も存在する。